# Легендата за Зоро
„Легендата за Зоро“ (на английски: The Legend of Zorro) е американски филм от 2005 г., продължение на „Маската на Зоро“ (1998).

## Сюжет
Дон Алехандро де ла Вега защитава хората от Калифорния като се представя за Зоро вече цели 10 години. Това обаче не се харесва много на съпругата му Елена, която иска той да е отдаден повече на сина им Хоакин. Поради тази причина те временно се развеждат. Елена отива под прикритие, за да следи известния граф Арман като негова приятелка, докато не я разкрият. По-късно Арман и подчиненият му Макгивънс разбират, че Зоро всъщност е Алехандро де ла Вега. Синът му Хоакин също разбира и това е голяма изненада за него. После както винаги Зоро успява да победи Арман. Елена отново се жени за Алехандро, а той продължава да се бори за справедливост и свобода.

## Актьорски състав
| Актьор             | Роля              |
| ------------------ | ----------------- |
| Антонио Бандерас   | Зоро              |
| Катрин Зита-Джоунс | Елена             |
| Адриан Алонсо      | Хоакин            |
| Руфъс Сюъл         | граф Арманд       |
| Ник Чинлънд        | Джейкъб Макгивънс |
| Хулио Оскар Мечосо | отец Фелипе       |
| Майкъл Емерсън     | Хариган           |